# Abbas Hilmi
Abbas Hilmi arabo: الأمير عباس حلمي بن الأمير محمد عبد المنعم بن الخديوي عباس حلمي باشا الثاني) (Il Cairo, 16 ottobre 1941) è un principe egiziano e ottomano e un consulente finanziario. Membro della dinastia alawita e della dinastia ottomana, è l'unico figlio maschio del principe Muhammad Abdel Moneim e di sua moglie, la principessa ottomana Neslişah Sultan, e nipote del chedivè ʿAbbās Ḥilmī d'Egitto.

## Infanzia
Nato a Il Cairo nel 1941, il principe Abbas Hilmi fu chiamato così in onore di suo nonno Abbas Hilmi II, ultimo khedive d'Egitto. Il loro era il ramo maschile della discendenza di Isma'il Pascià, e quindi primi in linea di successione al trono egiziano in virtù delle regole di successione del 1866. Tuttavia, queste regole furono sospese dagli inglesi dopo la proclamazione del loro protettorato sull'Egitto nel 1914. Abbas Hilmi fu deposto, e suo figlio Muhammad Abdel perse il suo ruolo di erede legittimo. Il trono passò da Abbas Hilmi ai suoi zii Ḥusayn Kāmil e Fu'ad I d'Egitto. L'editto reale del 13 aprile 1922 escluse specificamente Abbas Hilmi II dalla successione, sebbene fosse previsto che "questa eccezione non si applicherà ai suoi figli e alla loro discendenza". Questo significava che il Principe Muhammad Abdel Moneim e suo figlio il Principe Abbas Hilmi potevano ambire al trono e mantennero una posizione di primo piano nell'ordine delle cariche del Regno d'Egitto.
I due bisnonni dal lato materno di Abbas Hilmi erano Mehmet VI, l'ultimo sultano ottomano, e Abdülmecid II, l'ultimo califfo ottomano. Siccome la monarchia ottomana fu abolita nel 1922, Hilmi non ebbe ufficialmente in aggiunta al suo titolo principesco egiziano (arabo:أمير; trascrizione: Amir), anche il titolo ottomano di sultanzade, che era dato ai figli maschi delle principesse imperiali.
Nel luglio del 1952, gli ufficiali Liberi fecero una rivoluzione che obbligò il Re Fārūq I d'Egitto ad abdicare in favore di suo figlio Fuʾād II d'Egitto, ancora bambino. Per via della minore età di Fu'ad II, il principe Muhammad Abdel Moneim fu nominato dal Consiglio del Comando della Rivoluzione egiziano prima alla testa di un corpo di reggenza e poi come principe reggente. Tuttavia, non occupò per molto tempo questa posizione, siccome la monarchia egiziana fu ufficialmente abolita il 18 giugno 1953. Il Principe Muhammad Abdel Moneim e sua moglie Neslişah furono arrestati nel 1957 e accusati di aver preso parte al complotto contro Nasser, venendo poi costretti all'esilio. Come risultato, il loro figlio il Principe Abbas Hilmi crebbe in Inghilterra e in Francia.

## Attività di affari

Stemma del Regno d'Egitto, adottato con decreto reale il 10 dicembre 1923.

Dopo aver frequentato la scuola Milfield a Street nel Somerset, Hilmi proseguì i suoi studi alla Christ Church di Oxford. Lavorò in un discount, in una banca e come intermediario assicurativo prima di essere assunto  nel 1968 da Grieveson Grant & Co, una delle compagnie assicurative più famose della City, dove rimarrà fino al 1981. Nel 1970, divenne il primo membro straniero della London Stock Exchange e la sua elezione fu resa possibile da un cambio della Regola 21, che restringeva l'iscrizione solo ai cittadini britannici. Dopo aver lasciato Grieveson Grant & Co., Hilmi divenne amministratore generale di Schroder Asseily & Co. (1981-1983), e quindi capo di Hilmi e Associates (1983-1986), dove si occupò maggiormente di attività di gestione finanziaria e finanza di progetto. Dopo aver passato tre anni a Londra come Vicepresidente di Kidder, Peabody & Co. (1986-1989), venne assunto al Concord Group nel 1989, appena un anno dopo la sua fondazione. Fu uno dei tre membri del team che fondò una succursale della compagnia al Cairo nel 1994. Da allora, l'Egitto divenne la principale area di forza del gruppo, con più della metà degli assets (2.8 miliardi di dollari) investiti in valori mobiliari egiziani. Concord è attualmente una dei maggiori gruppi di gestione finanziaria in Egitto. Hilmi continua a lavorare per Concord, dove ricopre la posizione di Senior Managing Director.

## Attività culturali
Dal suo ritorno in Egitto nel 1994, Hilmi si è dedicato anche alla conservazione delle antiche proprietà della sua famiglia. Ha donato i fondi necessari per il restauro tra 2004 e 2008 del mausoleo del suo bisnonno Tawfīq Pascià, dove ha riservato un loculo funebre per sé stesso. Nel 2006, ha fondato l'associazione Amici del Palazzo Manial, che intende preservare il palazzo e museo Manial del suo prozio il Principe Muhammad Ali.

## Matrimonio e figli
Nel 1969, Hilmi sposò Mediha Momtaz (nata nel 1945). La cerimonia religiosa si svolse il 1 giugno, mentre il rito civile ebbe luogo nell'ufficio anagrafe di Kensington a Londra il 20 giugno. Mediha è la nipote dal lato materno di Ahmad Midhat Abbas Yeghen, un discendente di una delle sorelle di Muhammad Ali Pasha, fondatore della famiglia reale egiziana. Hilmi e sua moglie Mediha sono quindi imparentati alla lontana. La coppia ha una figlia, Sabiha Fatma (nata nel 1974) e un figlio, Daoud Abdel Moneim (nato nel 1979). Al 2005, l'unica sorella del Principe Abbas Hilmi, la principessa Ikbal (nata nel 1944) viveva a Istanbul con la loro madre Neslişah (1921-2012) e suo marito Mursel Saviç, sposato nel 2000.